# インタグリオー
インタグリオー（Intaglio、1899年 - 1922年）とは、日本で最初の本格的なサラブレッドの種牡馬である。馬名は宝石の沈み彫りを意味し、正しくはインタリオと発音する。

## 背景
1906年に内閣馬政局が発足して明治政府の産馬奨励が始まるやいなや、三菱財閥が岩手県雫石で経営する小岩井農場は、農場の存続をかけてサラブレッドの生産に乗り出した。小岩井農場は、下総御料牧場長の新山荘輔に依頼してイギリスからサラブレッド種牡馬1頭と繁殖牝馬20頭を選定し、1907年に輸入した。インタグリオーの購入価格は1万円だった。
この時代、本場のイギリスでも、優良な種馬ばかり21頭も集めるというのは例がなく、当時の小岩井農場は世界有数のサラブレッド生産牧場であったといえる。
しかし1908年に馬券の発売が禁止され、政府の生産推奨馬もサラブレッドからアングロノルマンに切り替えられると、馬産地をサラブレッド不況が襲った。1909年に、持込馬として生まれた小岩井農場産馬の最初の世代がセリに上場されたが、当時の日本では特別に上等な血統だったにもかかわらず、19頭中6頭しか買い手がつかず、平均購買価格は860円ほどであった。
ところがこの中から桁違いの活躍馬が続出し、ラングトンは当時最高格のレースである優勝内国産馬連合競走を14馬身差で圧勝、コイワヰは45勝の大競走馬となった。

## 産駒の活躍
インタグリオーの産駒の最初の世代が競馬にデビューすると、瞬く間に競馬場を席巻した。レッドサイモンは日本史上初めて内国産馬として外国産馬に勝ち、帝室御賞典を2勝した。この帝室御賞典を2回勝利する競走馬が次に現れるのは80年以上経った1988年のタマモクロスを待たねばならない（1981年までは勝ち抜け制度により天皇賞を一度勝つと、二度と天皇賞には出走できなかった）。
また、インタグリオーの産駒は1912年のデビュー以来の4年間で、帝室御賞典を4勝、優勝内国産馬連合競走（年2回）を5勝して当時の大競走を勝ちまくった。優勝内国産馬連合競走は一生に1回しか出られないのであるから、この勝利回数は驚異というほかない。
この時期に生産されたインタグリオー産駒が競走年齢に達して競馬場に現れると再び活躍し、20勝のペットレルやクヰンマリーが帝室御賞典や優勝内国産馬連合競走を制した。クヰンマリーは繁殖牝馬としても優秀で、娘も帝室御賞典を勝ち、母娘4代に渡って重賞勝利を記録した。
インタグリオーは晩年には産駒の成績が落ちて、1927年の帝室御賞典を勝利したシノグが最後の大レースの優勝馬となった。インタグリオーの仔は種牡馬となるものが多かったが、特筆すべき活躍馬を出した後継種牡馬はなく、太平洋戦争前にはメールラインは姿を消した。

## 血統の特徴
インタグリオーは、当時大流行したセントサイモンの直系であるが、そのセントサイモン以外、特別な種牡馬の血を受けていない（当時影響力のあったハンプトン（Hampton）、ベンドア、ストックウェル、メルボルン（Melbourne）などの血を持たない）。これにより、当時イギリスのサラブレッドの配合でもっともよく行われたセントサイモンの近親交配（インブリード）を行おうとする際に、関係ない馬の近親交配も同時に発生してしまうことを回避できる。このことは、当時の小岩井農場が系統繁殖（ラインブリード）による品種改良という概念を正しく理解していたことを示唆している。

## 牝馬の父
小岩井農場が1907年に輸入したのは種牡馬はインタグリオーただ1頭で、あとの20頭は繁殖牝馬だった。したがって初期の小岩井農場産の牝馬はわずかな例外を除いて、インタグリオーを父に持つ。
小岩井農場は、当初は生産した牝馬はすべて牧場に戻さず売却していたので、インタグリオーを父に、小岩井農場の優秀な輸入牝馬を母とする、当時の日本では優良な血統の繁殖牝馬が各地に広がった。
20頭の繁殖牝馬の血統を観察すると、もとからインタグリオーを配合するのに適した血統の牝馬を集めてきたものと思われる。これら20頭の繁殖牝馬は、特に小岩井農場の基礎輸入牝馬として名高く、100年以上経った21世紀でも子孫が繁栄している。すべてを挙げるとキリがないので代表的なものを以下に記す。

### 第三ビューチフルドリーマー
ビューチフルドリーマーを母とする。子孫は日本を代表する名牝系で、特に娘のバッカナムビューチーの子孫からは日本の歴史的名馬がでた。
主な子孫には、メイヂヒカリ、シンザンの2頭の顕彰馬と年度代表馬ハクリョウを筆頭に、桜花賞を勝ち最良スプリンターに選ばれたタマミ、天皇賞・秋を勝ち最優秀5歳以上牡馬に選ばれたオーテモン、優駿牝馬の優勝馬ジツホマレ、ヒロヨシ、皐月賞の優勝馬カズヨシ、菊花賞の優勝馬インターグシケンなどが子孫。2000年以降の活躍馬では、2005年の北海道2歳優駿の優勝馬エイティジャガー、2003年の鳴尾記念などを勝利したウインブレイズ、2001年のマイラーズカップを勝利したジョウテンブレーヴ、小倉大賞典の優勝馬メイショウバトラーやタマモヒビキなどがいる。

### 第二アストニシメント
アストニシメントを母とする。子孫からは大変な数の重賞勝ち馬が登場している。古くはクリフジ（東京優駿競走と阪神優駿牝馬と京都農商省賞典四歳呼馬の優勝馬）が変則クラシック三冠を制し、JRA賞を受賞した活躍馬だけでも、テンモン（最優秀3歳牝馬と最優秀4歳牝馬）、オーカン（最優秀4歳牝馬）、リュウズキ（最優秀4歳牡馬）、メジロマックイーン、ヤマトキョウダイ（最優秀古牡馬）、カツラシユウホウ、モンタサン（最優秀3歳牡馬）、ヤマトノハナ（最優秀古牝馬）、ホウラン（最優秀障害馬）という具合である。そのほかの活躍馬として、ヤマイチ（桜花賞と優駿牝馬の優勝馬）、ブロケード（桜花賞の優勝馬）、メジロデュレン（菊花賞、有馬記念の優勝馬）、ハツピーマイト（第1回天皇賞・秋の優勝馬）、セントオー（菊花賞の優勝馬）、ハタカゼ、オーエンス（天皇賞・春の優勝馬）、インテリパワー、イーグルシャトー、リージェントブラフ（地方競馬の活躍馬）。2000年以降もショウナンカンプ（高松宮記念）が出ており、また、母の父としてメジロマックイーンがドリームジャーニー（朝日杯フューチュリティステークス、宝塚記念、有馬記念）とオルフェーヴル（クラシック三冠、宝塚記念、有馬記念）の全兄弟、ゴールドシップ（皐月賞、菊花賞）などを輩出している。

### 第五アストニシメント
アストニシメントを母とする。子孫にチトセホープ（最優秀3歳牝馬）、ケンホウ（最優秀3歳牝馬）、タマクイン（最優秀古牝馬）、ゴッドスピード（最優秀障害馬）、ヒデコトブキ（桜花賞の優勝）、ファイトガリバー（桜花賞の勝馬）、オフサイドトラップ（天皇賞・秋の優勝馬）、スズパレード（宝塚記念の優勝馬）、ミナミモア（帝室御賞典の優勝馬）など。2000年以降ではブルーコンコルド（JBCスプリント2回、東京大賞典など）やトーセンダンディ（オールカマー）、ビーアストニッシド（スプリングS）が活躍。

### 第三フラストレート
フラストレートを母とする。娘のロビンオーは帝室御賞典を勝ち、マンナの名前で繁殖牝馬となり、子孫は大繁栄をしている。トキツカゼ（農林省賞典と優駿牝馬の優勝馬）とその仔オートキツ、オンワードゼアの年度代表馬兄弟。トウメイ（年度代表馬）とその仔テンメイ（天皇賞・秋の優勝馬）。そのほかのマンナの子孫にウメノファイバー、フェアマンナ（最優秀4歳牝馬）、セルローズ（最優秀古牝馬）、ヤマカツスズラン（最優秀3歳牝馬）、ヤシマベル（桜花賞）、ミナガワマンナ（菊花賞）など。マンナ以外の第三フラストレートの子孫ではホウヨウボーイ（年度代表馬2回）、クモノハナ（皐月賞と東京優駿の優勝馬）、ミハルオー、イエリユウ（東京優駿競走の優勝馬）、アジュディミツオー（東京大賞典、帝王賞など）、ナランフレグ（高松宮記念）など。

### 第四フロリースカップ
フロリースカツプを母とする。仔ではタチバナ、アスパイヤリング、フロラーカツプの3頭が帝室御賞典を制覇。このうちフロラーカツプはフロリストの名前で繁殖牝馬となり、ハクリユウ、ハクセツ、スターカツプ、アカイシダケの4頭が帝室御賞典に勝ち、ミナミホマレは東京優駿競走を勝った。このスターカツプの孫のシラオキは子孫にさらに多くの活躍馬を出し、「シラオキ系」といえば日本で一二を争う名門の系統である（下記参照）。シラオキ以外でもスターカツプの子孫でケンホウ（最優秀4歳牝馬）、ナリタハヤブサ（最優秀ダート馬）、ビッグウルフ（ジャパンダートダービー）が活躍。そのほかの第四フロリースカップの子孫の活躍馬はガーネツト（最優秀古牝馬）、ポレール（最優秀障害馬）、タイセイホープ、（皐月賞）、ダテテンリュウ（菊花賞）、ヤマニンモアー（天皇賞・春）、メイショウサムソン（皐月賞・東京優駿など）。

#### シラオキ
シラオキはコダマ（年度代表馬）、シンツバメ（皐月賞）の兄弟馬を産んだが、シラオキの子孫の出世頭はスペシャルウィーク（JRA賞特別賞）。シスタートウショウ（最優秀4歳牝馬）、ヒデハヤテ（最優秀3歳牡馬）、マチカネフクキタル（菊花賞）、ウオッカ（JRA顕彰馬）もシラオキ系。

## その他の主な産駒
- レッドサイモン（繁殖名：第七インタグリオー）帝室御賞典2回、優勝内国産馬連合競走
- シンコイワヰ（繁殖名：第九インタグリオー）帝室御賞典、優勝内国産馬連合競走
- ペットレル（繁殖名：第七アストニシメント）帝室御賞典、優勝内国産馬連合競走
- 種秀 - ワカクサ、アスコットの母。アイネスフウジン、ハクタイセイの母系祖先
- 第二プロポンチス - クヰンフロラー（繁殖名：パシフイツク）の母。バンナーゴール（中山四歳牝馬特別の優勝馬）、ウアルドマイン（横浜農林省賞典四歳呼馬の優勝馬）、ニットエイト（菊花賞、天皇賞・秋の優勝馬）、レガシーワールド（ジャパンカップの優勝馬）、トーホウエンペラー（東京大賞典の優勝馬）などの母系祖先
- 第三アストニシメント - キシュウローレル（最優秀3歳牝馬）、トロットスター（最優秀短距離馬）などの母系祖先

## 血統表
| インタグリオーの血統（セントサイモン系） | インタグリオーの血統（セントサイモン系）     | インタグリオーの血統（セントサイモン系） | （血統表の出典）                     | （血統表の出典） |
| 父 Childwick 1890 黒鹿毛 イギリス        | 父の父St.Simon 1881 鹿毛 イギリス            | Galopin                                  | Vedette                              | Vedette          |
| 父 Childwick 1890 黒鹿毛 イギリス        | 父の父St.Simon 1881 鹿毛 イギリス            | Galopin                                  | Flying Dutchess                      |                  |
| 父 Childwick 1890 黒鹿毛 イギリス        | 父の父St.Simon 1881 鹿毛 イギリス            | St.Angela                                | King Tom                             | King Tom         |
| 父 Childwick 1890 黒鹿毛 イギリス        | 父の父St.Simon 1881 鹿毛 イギリス            | St.Angela                                | Adeline                              |                  |
| 父 Childwick 1890 黒鹿毛 イギリス        | 父の母Plaisanterie 1882 鹿毛 イギリス        | Wellingtonia                             | Chattanooga                          | Chattanooga      |
| 父 Childwick 1890 黒鹿毛 イギリス        | 父の母Plaisanterie 1882 鹿毛 イギリス        | Wellingtonia                             | Araucaria                            |                  |
| 父 Childwick 1890 黒鹿毛 イギリス        | 父の母Plaisanterie 1882 鹿毛 イギリス        | Poetess                                  | Trocadero                            | Trocadero        |
| 父 Childwick 1890 黒鹿毛 イギリス        | 父の母Plaisanterie 1882 鹿毛 イギリス        | Poetess                                  | La Dorette                           |                  |
| 母 Cameo 1891 黒鹿毛 イギリス            | 母の父Thurio 1875 黒鹿毛 イギリス            | Cremorne                                 | Parmesan                             | Parmesan         |
| 母 Cameo 1891 黒鹿毛 イギリス            | 母の父Thurio 1875 黒鹿毛 イギリス            | Cremorne                                 | Rigolboche                           |                  |
| 母 Cameo 1891 黒鹿毛 イギリス            | 母の父Thurio 1875 黒鹿毛 イギリス            | Verona                                   | Orlando                              | Orlando          |
| 母 Cameo 1891 黒鹿毛 イギリス            | 母の父Thurio 1875 黒鹿毛 イギリス            | Verona                                   | Iodine                               |                  |
| 母 Cameo 1891 黒鹿毛 イギリス            | 母の母Light of Other Days 1882 鹿毛 イギリス | Balfe                                    | Plaudit                              | Plaudit          |
| 母 Cameo 1891 黒鹿毛 イギリス            | 母の母Light of Other Days 1882 鹿毛 イギリス | Balfe                                    | Bohemia                              |                  |
| 母 Cameo 1891 黒鹿毛 イギリス            | 母の母Light of Other Days 1882 鹿毛 イギリス | Meteor                                   | Thunderbolt                          | Thunderbolt      |
| 母 Cameo 1891 黒鹿毛 イギリス            | 母の母Light of Other Days 1882 鹿毛 イギリス | Meteor                                   | Duty                                 |                  |
| 母系(F-No.)                              | 2号族(FN:2-d)                                | 2号族(FN:2-d)                            | 2号族(FN:2-d)                        | [ § 2 ]          |
| 5代内の近親交配                          | Orlando 4×5、Pocahontas 5×5、Ion 5×5         | Orlando 4×5、Pocahontas 5×5、Ion 5×5     | Orlando 4×5、Pocahontas 5×5、Ion 5×5 | [ § 3 ]          |
| 出典                                     | 1. 2. 3.                                     | 1. 2. 3.                                 | 1. 2. 3.                             | 1. 2. 3.         |